# Élections municipales de 1962 à Québec
Les élections municipales de 1962 à Québec se sont déroulées le 19 novembre 1962.

## Contexte
Le maire sortant Wilfrid Hamel est élu par acclamation le 7 novembre, faute d'adversaire. Le notaire Raymond Cossette, pressenti pour se porter candidat à la mairie, a préféré ne pas déposer sa candidature. Il annonce alors que ce mandat sera son dernier à la tête de la ville.
Le nouveau conseil municipal entre en fonction le 1er décembre 1962.

## Résultats

### Districts électoraux

#### Champlain
| Candidat | Candidat              | Parti           | Voix | Pourcentage |
| -------- | --------------------- | --------------- | ---- | ----------- |
|          | David Burns (sortant) | Indépendant     | 292  | 58 %        |
|          | Gérard Zanettin       | Progrès civique | 210  | 42 %        |
| Total    | Total                 | Total           | 502  | 100 %       |

| Candidat | Candidat         | Parti           | Voix  | Pourcentage |
| -------- | ---------------- | --------------- | ----- | ----------- |
|          | Paul Mecteau     | Indépendant     | 1 014 | 48 %        |
|          | Gérard Thibodeau | Progrès civique | 583   | 28 %        |
|          | Armand Brochu    | Indépendant     | 510   | 24 %        |
| Total    | Total            | Total           | 2 107 | 100 %       |

#### Saint-Jean-Baptiste
| Candidat | Candidat                 | Parti           | Voix | Pourcentage |
| -------- | ------------------------ | --------------- | ---- | ----------- |
|          | Émile Robitaille         | Progrès civique | 395  | 42 %        |
|          | Uldéric Bédard (sortant) | Indépendant     | 357  | 38 %        |
|          | Jean Racine              | Indépendant     | 195  | 21 %        |
| Total    | Total                    | Total           | 947  | 100 %       |

| Candidat | Candidat                    | Parti           | Voix  | Pourcentage |
| -------- | --------------------------- | --------------- | ----- | ----------- |
|          | Emilien Boissinot (sortant) | Indépendant     | 2 017 | 50 %        |
|          | Philippe Dorval             | Progrès civique | 1 625 | 40 %        |
|          | Arthur Côté                 | Indépendant     | 378   | 9 %         |
| Total    | Total                       | Total           | 4 020 | 100 %       |

#### Montcalm
| Candidat | Candidat        | Parti       | Voix  | Pourcentage |
| -------- | --------------- | ----------- | ----- | ----------- |
|          | Olivier Samson  | Indépendant | 1 293 | 87 %        |
|          | Elzéar Tremblay | Indépendant | 200   | 13 %        |
| Total    | Total           | Total       | 1 493 | 100 %       |

| Candidat | Candidat               | Parti           | Voix  | Pourcentage |
| -------- | ---------------------- | --------------- | ----- | ----------- |
|          | Gilles Lamontagne      | Progrès civique | 3 329 | 71 %        |
|          | Henri Gagnon (sortant) | Indépendant     | 1 390 | 29 %        |
| Total    | Total                  | Total           | 4 719 | 100 %       |

#### Saint-Roch
| Candidat | Candidat                | Parti           | Voix | Pourcentage |
| -------- | ----------------------- | --------------- | ---- | ----------- |
|          | Gérard Moisan (sortant) | Indépendant     | 670  | 81 %        |
|          | Adrien Pomerleau        | Progrès civique | 160  | 19 %        |
| Total    | Total                   | Total           | 830  | 100 %       |

| Candidat | Candidat               | Parti           | Voix  | Pourcentage |
| -------- | ---------------------- | --------------- | ----- | ----------- |
|          | Joseph Matte (sortant) | Indépendant     | 1 594 | 56 %        |
|          | Louis-Joseph Cyr       | Progrès civique | 952   | 34 %        |
|          | Philias Baker          | Indépendant     | 279   | 10 %        |
| Total    | Total                  | Total           | 2 825 | 100 %       |

#### Saint-Sauveur-Est
| Candidat | Candidat                | Parti           | Voix  | Pourcentage |
| -------- | ----------------------- | --------------- | ----- | ----------- |
|          | Jules Morency (sortant) | Indépendant     | 621   | 53 %        |
|          | Georges-E. Zicat        | Progrès civique | 399   | 34 %        |
|          | Léo Bernier             | Indépendant     | 150   | 13 %        |
| Total    | Total                   | Total           | 1 170 | 100 %       |

| Candidat | Candidat                 | Parti           | Voix  | Pourcentage |
| -------- | ------------------------ | --------------- | ----- | ----------- |
|          | Marcel Laroche (sortant) | Indépendant     | 1 800 | 49 %        |
|          | Philippe Paquet          | Progrès civique | 1 065 | 29 %        |
|          | Robert Blais             | Indépendant     | 462   | 12 %        |
|          | Joseph-Louis Paradis     | Indépendant     | 376   | 10 %        |
| Total    | Total                    | Total           | 3 703 | 100 %       |

#### Saint-Sauveur-Ouest
| Candidat | Candidat                  | Parti           | Voix  | Pourcentage |
| -------- | ------------------------- | --------------- | ----- | ----------- |
|          | Gaston Flibotte (sortant) | Indépendant     | 655   | 63 %        |
|          | Gérard Coulombe           | Progrès civique | 380   | 37 %        |
| Total    | Total                     | Total           | 1 035 | 100 %       |

| Candidat | Candidat               | Parti           | Voix  | Pourcentage |
| -------- | ---------------------- | --------------- | ----- | ----------- |
|          | Damase Blais (sortant) | Indépendant     | 1 355 | 50 %        |
|          | Édouard Vallières      | Progrès civique | 699   | 26 %        |
|          | Roland Allard          | Indépendant     | 633   | 24 %        |
| Total    | Total                  | Total           | 2 687 | 100 %       |

#### Limoilou-Est
| Candidat | Candidat                    | Parti           | Voix  | Pourcentage |
| -------- | --------------------------- | --------------- | ----- | ----------- |
|          | Joseph-G. Coulombe          | Progrès civique | 1 043 | 46 %        |
|          | Paul-Henri Lafond (sortant) | Indépendant     | 890   | 39 %        |
|          | Benoît Marier               | Indépendant     | 333   | 15 %        |
| Total    | Total                       | Total           | 2 266 | 100 %       |

| Candidat | Candidat       | Parti           | Voix  | Pourcentage |
| -------- | -------------- | --------------- | ----- | ----------- |
|          | Gérard Letarte | Progrès civique | 3 450 | 66 %        |
|          | Maurice Ratté  | Indépendant     | 1 784 | 34 %        |
| Total    | Total          | Total           | 5 234 | 100 %       |

#### Limoilou-Ouest
| Candidat | Candidat                    | Parti           | Voix  | Pourcentage |
| -------- | --------------------------- | --------------- | ----- | ----------- |
|          | Isidore Deschênes (sortant) | Indépendant     | 1 092 | 51 %        |
|          | Jean-Paul Pelletier         | Progrès civique | 810   | 38 %        |
|          | J.-Albert Bernier           | Indépendant     | 252   | 12 %        |
| Total    | Total                       | Total           | 2 154 | 100 %       |

| Candidat | Candidat                    | Parti           | Voix  | Pourcentage |
| -------- | --------------------------- | --------------- | ----- | ----------- |
|          | Médéric Robichaud (sortant) | Indépendant     | 2 778 | 53 %        |
|          | Albert Talbot               | Indépendant     | 1 300 | 25 %        |
|          | Laurent Bédard              | Progrès civique | 1 153 | 22 %        |
| Total    | Total                       | Total           | 5 231 | 100 %       |